# Yangjing
Yangjing (chinesisch 洋泾街道, Pinyin Yángjīng Jiēdào) ist ein Straßenviertel der regierungsunmittelbaren Stadt Shanghai im Stadtbezirk Pudong. Yangjing hat eine Fläche von 7,428 km² und zählte 2010 insgesamt 146.237 Einwohner.
Yangjing gliedert sich in 38 Einwohnergemeinschaften.